# Günther Scholl
Günther Scholl (* 11. Januar 1909 in Stettin; † 5. März 1999 in München) war ein deutscher Diplomat, der unter anderem Botschafter in Pakistan sowie in Dänemark war.

## Leben
Scholl wurde in Stettin als Sohn des Inhabers eines Bauunternehmens geboren. Als sein Vater 1927 starb, führte seine Mutter das Unternehmen fort. Mit Blick auf das Unternehmen studierte Scholl nach dem Abitur zunächst Bauingenieurwesen. Als das Bauunternehmen aber 1931 eingestellt werden musste, wechselte Scholl zu einem Studium der  Rechtswissenschaften. 1935 legte er das Erste Juristische Staatsexamen ab. Nach dem anschließenden Referendariat absolvierte er 1938 das Zweite Juristische Staatsexamen und war danach von 1939 bis 1945 als Wissenschaftlicher Hilfsarbeiter im Auswärtigen Amt beschäftigt. Seit 1933 war Scholl Mitglied der SA, am 1. Mai 1937 trat er der NSDAP bei. Über seine Entnazifizierung ist nichts bekannt. 
Nach Ende des Zweiten Weltkrieges war er von 1945 bis 1950 Mitarbeiter bei einem Bergbauunternehmen. 1950 ging er in das Bundesministerium des Innern.
1952 wechselte Scholl als Oberregierungsrat ins Auswärtige Amt. Hier fand er zwischen 1954 und 1956 Verwendung als Legationsrat Erster Klasse an der Botschaft in Jugoslawien. Nach einer darauf folgenden Tätigkeit in der Zentrale des Auswärtigen Amtes in Bonn wurde er Botschaftsrat Erster Klasse an der Botschaft in der Sowjetunion und war dort zuletzt von 1962 bis 1963 als Gesandter Ständiger Vertreter des Botschafters.
1963 wurde er als Nachfolger von Heinz Trützschler von Falkenstein Botschafter in Pakistan und versah dieses Amt bis zu seiner Ablösung durch Norbert Berger im Januar 1970.
Im September 1970 wurde Scholl Nachfolger von Klaus Simon als Botschafter in Dänemark. Dieses Amt bekleidete er bis zu seinem vorzeitigen Eintritt in den Ruhestand und seiner Ablösung durch Werner Ahrens 1973.
Auch nach seinem Eintritt in den Ruhestand engagierte er sich in außenpolitischen Fragen und war unter anderem Mitglied der Deutschen Gesellschaft für Osteuropakunde e.V. (DGO).
Sein Bruder Jürgen Scholl wurde ebenfalls Botschafter.

## Auszeichnungen
- Komturkreuz des Phönix-Ordens, Griechenland, 1956
- Großes Bundesverdienstkreuz mit Stern, 1964
- Hilal-e-Quaid-i-Azam, Pakistan, 1970
- Großkreuz des Dannebrogordens, Dänemark, 1973